# Lill-Gumhamn
Lill-Gumhamn är en liten havsvik i Skellefteå kommun, cirka 10 km söder om Bjuröklubb och 17 km nordost om Lövånger.
Lill-Gumhamn består av fritidsbebyggelse och är känd för sin fina sandstrand.
Viken gränsar till de större vikarna Gumhamn i söder och Sundsviken i norr.